# Тоётё (станция)
Станция Тоётё (яп. 東陽町駅 то:ё:тё: эки) — железнодорожная станция на линии Тодзай расположенная в специальном районе Кото, Токио. Станция обозначена номером T-14. Была открыта 14-го сентября 1967 года.

## Планировка станции
Две платформы бокового типа и два пути.
| 1 | ○ Линия Тодзай | Ураясу, Ниси-Фунабаси, Тоё-Кацутадай                      |
| 2 | ○ Линия Тодзай | Отэмати, Иидабаси, Такаданобаба, Накано, Линия Тюо Митака |

## Близлежащие станции
| «    |  | Линия        |  | »               |
| ---- |  | ------------ |  | --------------- |
| Киба |  | Линия Тодзай |  | Минами-Сунамати |